# Coronaviridae
A Coronaviridae a kétéltűeket, madarakat és emlősöket fertőző, burkolt, pozitív szálú RNS-vírusok családja. A csoport a Letovirinae és az Orthocoronavirinae alcsaládokat foglalja magában; az utóbbi tagjait koronavírusoknak nevezik.
A vírus genomja 26-32 kilobázis hosszú. A részecskéket jellemzően nagy (~20 nm), klub- vagy szirom alakú felületi nyúlványok (a „peplomerek” vagy „tüskék”) díszítik, amelyek a gömb alakú részecskék elektronmikroszkópos felvételén a napkoronára emlékeztető képet alkotnak.

## Virológia
A genom 5' és 3' végei egy-egy sapkával és poli(A) traktussal rendelkeznek. Az endoplazmatikus retikulum (ER) vagy a Golgi-apparátus membránjain keresztül történő rügyezéssel kapott vírusburkolat változatlanul két, a vírus által meghatározott (gliko)fehérjefajt tartalmaz, az S-et és az M-et. Az S glikoprotein a nagy felületi nyúlványokat tartalmazza, míg az M egy háromszorosan átívelő transzmembránfehérje. A torovírusok és a koronavírusok egy kiválasztott alcsoportja (különösen a Betacoronavírus nemzetség A alcsoportjának tagjai) az S-ből álló peplomerek mellett egy második típusú, a hemagglutinin-észteráz fehérjéből álló felületi nyúlványokkal is rendelkeznek. Egy másik fontos szerkezeti fehérje a foszfoprotein N, amely a genomi RNS-t körülvevő nukleokapszid helikális szimmetriájáért felelős.
Genetikai rekombináció akkor fordulhat elő, ha legalább két vírusgenom van jelen ugyanabban a fertőzött gazdasejtben. Úgy tűnik, hogy az RNS-rekombináció a koronavírusok evolúciójának egyik fő hajtóereje. A rekombináció meghatározhatja a CoV-fajon belüli genetikai variabilitást, a CoV-fajok azon képességét, hogy egyik gazdaszervezetből a másikba ugorjanak át, és ritkán egy új CoV megjelenését. A CoV-k rekombinációjának pontos mechanizmusa nem ismert, de valószínűleg a genom replikációja során történő templátváltásról van szó.

## Fordítás
Ez a szócikk részben vagy egészben  a   Coronaviridae című angol Wikipédia-szócikk ezen változatának fordításán alapul.  Az eredeti cikk szerkesztőit annak laptörténete sorolja fel. Ez a jelzés csupán a megfogalmazás eredetét és a szerzői jogokat jelzi, nem szolgál a cikkben szereplő információk forrásmegjelöléseként.